# Atout 5
Atout 5 (o più semplicemente Atout) è una serie televisiva animata francese ideata da Claire Paoletti e Jérôme Richebon su un'idea originale di Franck Algard trasmessa in Francia dal 2007 su France 5 e composta da 100 episodi da 13 minuti.
In Italia, il cartone è stato acquistato dalla Rai che lo ha trasmesso in prima visione su Rai 2 dal 5 novembre 2012 al 2014 all'interno del contenitore mattutino Cartoon Flakes.

## Trama
Il cartone narra le avventure di un gruppo di amici che ha fondato un gruppo musicale, con la speranza di raggiungere il successo.

## Edizione italiana
Il cartone è stato doppiato presso lo studio Multimedia Network di Roma sotto la direzione di Nicola Bruno e Monica Ward. L'edizione italiana è a cura di Annalisa Vasselli. La sigla italiana è una traduzione di quella francese.

### Doppiatori
| Personaggio | Doppiatore francese | Doppiatore italiano |
| ----------- | ------------------- | ------------------- |
| Cloe        | Danielle Manguin    | Chiara Oliviero     |
| Matteo      | Emmanuel Garijo     | Alessandro Ward     |
| Miou        | Christelle Reboul   | Antonella Baldini   |
| Sam         | Céline Ronté        | Federico Campaiola  |
| Shanoor     | Valérie de Vulpian  | Barbara Pitotti     |